# Nanae
Nanae (japanska: 七飯町?, Nanae-chō) är en landskommun (köping) i Hokkaido prefektur i Japan.  